# Aeroporto de Säve
O Aeroporto de Säve  (em sueco:  Säve flygplats; PRONÚNCIA APROXIMADA séve) - antigo Aeroporto da Cidade de Gotemburgo (em inglês:  Göteborg City Airport) - está situado a 14 km do centro da cidade sueca de Gotemburgo, na ilha de Hisingen.

Após a desativação dos voos comerciais em 2015, o anterior Aeroporto da cidade de Gotemburgo passou a ser utilizado por aviões particulares e por aeronaves da polícia e da Proteção Civil (Räddningstjänsten).
Desde 2017, é propriedade da empresa Serneke, tendo retomado o velho nome de Säve Flygplats (Aeroporto de Säve).
Desde a sua fundação em 1940, e até 1969, funcionou como aeroporto militar, tendo começado a ser utilizado como aeroporto civil a partir de 1979.
Em 1984, a pista foi ampliada 400 m, para poder receber aviões de maiores dimensões.